# Фабрика ди Рома
Фабрика ди Рома (итал. Fabrica di Roma) је насеље у Италији у округу Витербо, региону Лацио.
Према процени из 2011. у насељу је живело 5108 становника. Насеље се налази на надморској висини од 273 м.

## Становништво
Према резултатима пописа становништва 2011. у општини је живело 8.136 становника.
| 1936. | 1951. | 1961. | 1971. | 1981. | 1991. | 2001. | 2011. |
| ----- | ----- | ----- | ----- | ----- | ----- | ----- | ----- |
| 3.001 | 3.390 | 3.371 | 3.241 | 4.084 | 5.231 | 6.654 | 8.136 |